# Какой-то странный тип
«Какой-то странный тип» (итал. Uno strano tipo) — итальянский комедийный художественный фильм 1963 года с Адриано Челентано и Клаудией Мори в главных ролях. Именно на съёмках этого фильма Адриано и Клаудиа познакомились, а позже — поженились.

## Сюжет
Популярный певец Адриано Челентано приезжает в маленький курортный городок, чтобы немного отдохнуть от песен, публики, концертов, автографов и поклонников. Но чтобы нормально устроиться там, где хочется, нужна, по словам менеджера, самая малость — дать местным жителям концерт. Только один. Совсем небольшой. Спеть пару-тройку песен и все проблемы будут решены. Но тут к певцу приходит молодая женщина с ребенком на руках и утверждает, что Адриано — плохой отец.

## В ролях
- Адриано Челентано — Адриано; Пепино отец ребенка Кармелины
- Клаудия Мори — Кармелина